# 관자뼈

두개골의 측면부
1. 이마뼈(Frontal bone)
2. 마루뼈(Parietal bone)
3. 코뼈(Nasal bone))
4. 벌집뼈(Ethmoid bone)
5. 눈물뼈(Lacrimal bone)
6. 나비뼈(Sphenoid bone)
7. 뒤통수뼈(Occipital bone)
8. 관자뼈 (Temporal bone)
9. 광대뼈(Zygomatic bone)
10. 위턱뼈(Maxilla)
11. 아래턱뼈(Mandible)

관자뼈(영어: temporal bone) 또는 측두골(側頭骨)은 머리뼈를 구성하는 뼈의 하나이다. 한 쌍의 뼈가 양 옆의 머리뼈바닥을 이루고 있으며, 대뇌의 관자엽을 감싸 보호하고 있다.

## 관절
하나의 관자뼈는 1개의 뒤통수뼈, 1개의 마루뼈, 1개의 나비뼈, 1개의 아래턱뼈, 1개의 광대뼈와 관절한다.

## 같이 보기
- 진주종
- 턱관절
- 관자뼈의 바위 부분